# Kunigunde von Halitsch

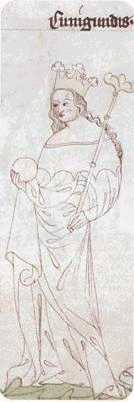
Kunigunde von Halitsch, Abbildung aus dem Chronicon Aulae Regiae, 14. Jahrhundert

Kunigunde von Halitsch, auch Kunigunde von Machow, Kunigunde von Ungarn, Kunigunde von Kiew  (tschechisch Kunhuta Haličská)  (* um 1245; † 9. September 1285 in Krumau) war als Ehefrau Přemysl Ottokars II. Königin von Böhmen sowie Herzogin von Österreich, Steiermark, Kärnten und Krain. Als Witwe ging sie eine unstandesgemäße Verbindung mit dem Wittigonen Zawisch von Falkenstein ein, die sie durch eine Ehe legitimierte – ein für das 13. Jahrhundert außergewöhnlicher Vorgang, der für politische Konflikte in Böhmen und Aufsehen auch im Ausland sorgte.

## Abstammung und Kindheit
Sie stammte mütterlicherseits vom ungarischen Königshaus der Arpaden ab. Ihre Mutter Anna war Tochter König Bélas IV. Ihr Vater Rostislaw Michailowitsch, Fürst von Halitsch (1236–1238 und 1241–1242) und Fürst von Tschernigow (1241–1242), war der Sohn von Michael von Tschernigow und gehörte einer Seitenlinie der Rjurikiden aus Halytsch-Wolhynien an. Um 1240 musste er vor den Mongolen nach Ungarn fliehen. Er trat in Bélas Dienste, wurde schließlich sein Schwiegersohn und Ban im slavonischen Fürstentum Mačva. Dort verbrachte Kunigunde ihre Kindheit.

## Ehe mit Přemysl Ottokar II.
Mit 15 Jahren wurde Kunigunde eine Figur auf dem politischen Schachbrett. Nachdem Béla von Přemysl Ottokar II. in der Schlacht bei Kressenbrunn geschlagen worden war, sollte eine Hochzeit den Frieden zwischen Böhmen und Ungarn festigen. Přemysl Ottokar II. ließ sich von seiner dreißig Jahre älteren ersten Frau Margarethe von Babenberg scheiden, die ihm die Herzogtümer Österreich und Steiermark eingebracht hatte. Ende Oktober 1261 fand auf der Burg Pozsony (heute Bratislava) die Vermählung statt. Zwei Monate später wurde die sechzehnjährige Kunigunde in Prag gekrönt, damals ein großes Ereignis für ganz Mitteleuropa. Seit 1269 stand das Zisterzienserinnenkloster Frauenthal unter ihre Obhut.
Die junge Frau gebar innerhalb der nächsten zehn Jahre wahrscheinlich sechs Kinder. Ihre erstgeborene Tochter Kunigunde war Klarissennonne, schloss 1291 eine politisch motivierte Ehe mit Herzog Boleslaw von Masowien und wurde nach ihrer Scheidung 1302 Äbtissin des Prager Georgsklosters. Agnes wurde mit Rudolf II. verheiratet. Nur unsicher bezeugt sind zwei Söhne und eine weitere Tochter Kunigundes, die im Kindesalter starben. Der lang ersehnte Erbe Wenzel II. kam erst gegen Ende September 1271 auf die Welt.
Zu diesem Zeitpunkt reichte die Herrschaft der Přemysliden bereits bis zur Adria und der böhmische König griff auch nach der deutschen Krone, dies allerdings gegen den Widerstand der deutschen Herzöge, die die schwindende Macht des deutschen Königs der selbstherrlichen und bestimmenden Art von Ottokar II. vorzogen. 1273 wurde der Habsburger Rudolf I. zum deutschen König gewählt, den der böhmische König nicht anerkannte. 1278 fiel Ottokar im Kampf gegen Rudolf in der Schlacht auf dem Marchfeld.

## Witwenschaft
Thronfolger Wenzel II. wurde 1279 von seinem Vormund, dem Markgrafen Otto IV. von Brandenburg, auf der Burg Bezděz inhaftiert. Kunigunde blieb einige Monate bei ihrem Sohn, flüchtete dann aber nach Mähren und später nach Troppau, wo sie einen eigenen Hof führte. Hier nahm die 35-jährige Königin Kontakt zu dem einflussreichen südböhmischen Adligen Zawisch von Falkenstein aus dem Geschlecht der Witigonen auf, mit dem sie eine Affäre einging. Ihr Handeln wurde allgemein als Skandal bewertet, erst recht, als die Beziehung 1281 den gemeinsamen Sohn Jan/Ješek († 1337) hervorbrachte.  Im gleichen Jahr mussten Kunigunde und Zawisch Troppau aufgeben und nach Mähren fliehen.

## Ehe mit Falkenstein
Als der elfjährige Wenzel II. 1283 aus der Gefangenschaft nach Prag zurückkehrte, hielt sich Kunigunde immer noch in Mähren auf. Ihr Sohn ließ zunächst nur die Mutter an seinen Hof holen, doch Zawisch folgte bald nach und erlangte einen großen Einfluss auf den jungen König. Im Mai 1285 holten Kunigunde und Zawisch die feierliche öffentliche Hochzeit nach. Der südböhmische Adlige erhielt das Hofmeisteramt und als faktischer Regent großen politischen Einfluss in Böhmen. Kunigunde begleitete im gleichen Jahr ihren Sohn nach Eger, wo die Hochzeit Wenzels mit König Rudolfs Tochter Guta vollzogen wurde. Kurz darauf erkrankte sie schwer und starb am 9. September 1285.
Fünf Jahre nach ihrem Tod ließ König Wenzel II. Zawisch von Falkenstein hinrichten.